# Prix Emma-Castelnuovo
Le prix Emma-Castelnuovo récompense depuis 2013 l'excellence dans la pratique de l'enseignement des mathématiques. Le prix est décerné par la Commission internationale de l’enseignement mathématique (CIEM) en l'honneur d'Emma Castelnuovo, une enseignante de mathématiques italienne née en 1913. Il a été créé à l'occasion de son centième anniversaire et pour honorer son travail pionnier.
La médaille récompense des personnes, groupes, projets, institutions ou organisations engagés dans le développement et la mise en œuvre de travaux exceptionnels qui font école dans la pratique de l'enseignement des mathématiques, y compris: enseignement en classe, développement des programmes scolaires, conception de modèles ou de matériels pédagogiques, programmes de formation des enseignants et/ou projets de terrain avec une influence avérée sur des écoles, des quartiers, des régions ou des pays.
Le prix consiste en une médaille et un certificat accompagnés d'un éloge et sera décerné tous les quatre ans et attribué pendant le Congrès international sur l'enseignement des mathématiques (en) (ICME).

## Lauréats
- 2016 : Hugh Burkhardt (en) et Malcolm Swan[2].
- 2020 : National Council of Teachers of Mathematics (en) (États-Unis et Canada)[3].